# 亨廷登
亨廷登（英語：Huntingdon）是英國英格蘭劍橋郡的一座城市。亨廷登在歷史上是亨廷登郡的郡治，現在是亨廷登區的行政中心。亨廷登以其是奧利弗·克倫威爾的出生地而聞名，現在這裡設有克倫威爾博物館。

## 友好城市
- 法國 普罗旺斯地区萨隆

## 外部連結
- Huntingdonshire District Council
- Huntingdon Town Council （页面存档备份，存于）
- 中的“亨廷登”